# Chosroïdes
Les Chosroïdes (en géorgien : ხოსრო[ვ]იანი, Khosro[v]iani) sont les membres d'une dynastie de rois puis de prince-primats (i.e. erismtavari) d'Ibérie et qui régnèrent à l'origine du IVe au IXe siècle dans la région connue ensuite sous le nom de Karthli.
D'origine iranienne, les Chosroïdes sont sans doute une lignée issue de la maison de Mihran. La dynastie se convertit au christianisme vers 337 et tente de maintenir un certain degré d'indépendance entre l'Empire byzantin et les Sassanides. Après l'abolition de la monarchie d'Ibérie par les Sassanides vers 580, la dynastie se maintient en deux lignées princières rivales parfois en compétition, la branche ainée dites les « Chosroïdes » et la cadette les « Gouaramides », jusqu'au début du IXe siècle, lorsque la succession du trône d'Ibérie revient à la lignée arménienne des Bagratides.

## Origines
Selon les premières tradition médiévales géorgiennes, le premier roi chosroïde, Mirian ou Mihran (règne 284-361 av. J.-C.), accède au trône grâce à son mariage avec une princesse ibère héritière du dernier Arsacide géorgien, Aspagour. Il aurait été imposé sur le trône d'Ibérie par son père que les Chroniques géorgiennes nomment « Chosroes, Grand Roi d'Iran ».
Du fait de la situation dominante des Sassanides à cette époque dans la région, tout laisse penser que la dynastie royale d'Ibérie est bien liée aux Sassanides ; toutefois, le lien de parenté exact entre les deux dynasties demeure incertain. Le nom de « Chosroes » (i.e. Khusraw) n'est utilisé par la dynastie des Sassanides que plus tard au VIe siècle et les annales géorgiennes ont interprété le nom du père de Miriam en « Chosroes » comme un terme ayant la signification générale de « Roi ». Cyrille Toumanoff suggère que les Chosroïdes étaient en fait une lignée issue de la maison des Mihranides, une des familles princières parthes incluses dans les sept grands clans parthes, apparentée aux Sassanides, et dont d'autres branches accédèrent ensuite aux trônes de Gogarène et de Gardman, deux principautés caucasiennes où se mêlaient les trois nations des Arméniens, Aghouans et Géorgiens.
L'historien géorgien Guiorgui Melikichvili doute cependant de l'origine iranienne des Chosroïdes et les considère comme une dynastie locale qui se serait inventée un ancêtre mythique étranger, ce qui n'est pas une pratique inhabituelle dans les généalogies féodales Par ce biais, la tradition géorgienne aurait magnifié l'origine de Mirian en faisant de lui le fils du Grand-Roi d'Iran.

## Les premiers Chosroïdes
L'ascension de la lignée des Mihranides sur les trônes caucasiens est en fait l'aboutissement de victoires des Sassanides sur le pouvoir subsistant dans la région de la dynastie des Arsacides, dont la lignée arménienne était désormais  vassalisée et dont celle d'Ibérie venait de s'éteindre. Comme vassal du Grand Roi iranien, Mirian III, le fondateur de la dynastie chosroïde, participe à la guerre menée par les Sassanides contre l'Empire romain.
Cependant, après la signature de la Paix de Nisibe en 298, Rome reconnait la suzeraineté de l'Iran sur l'est de la Géorgie mais aussi Mirian comme roi d'Ibérie. Mirian s'adapte rapidement à l'évolution de la situation politique du Caucase et  établit des liens étroits avec Rome. Ce rapprochement est renforcé après la conversion par la missionnaire chrétienne, Nino, du roi Mirian, de son épouse Nana et des membres de sa cour au christianisme vers 337.
Toutefois, les Sassanides poursuivent leur combat avec Rome afin de maintenir leur influence sur l'Ibérie, réussissent à déposer Sauromace II d'Ibérie, le successeur romanophile de Miriam, et le remplacent en 361 par le pro-iranien « Aspacoures II », identifié par Cyrille Toumanoff avec le Varaz-Bakour Ier de la tradition géorgienne. L'empereur romain Valens intervient immédiatement et restaure Sauromace II sur son trône en 370, bien que le fils et successeur d'Aspacoures II,  Mihrdat III, obtienne le droit de conserver le contrôle de la partie orientale du royaume.
Cependant, après l'effondrement de la puissance romaine consécutif à la bataille d'Andrinople en 378, les Sassanides imposent leurs revendications de suzeraineté en réunifiant l'Ibérie sous l'autorité de Mihrdat III. C'est alors qu'ils commencent à exiger le paiement d'un tribut par le pays.
Les Romains doivent formaliser la perte de leur influence en Ibérie lors du traité d'Acilisène conclu avec l'Iran en 387. La progression de l'influence iranienne dans l'est de la Géorgie, y compris par le développement du zoroastrisme, est combattue par l'Église chrétienne et une partie de la noblesse. L'invention de l'alphabet géorgien est, comme en Arménie contemporaine, un vecteur essentiel de la propagation de la culture gréco-latine et de la religion chrétienne, et la résultante la plus importante de cette lutte.
Les rois chosroïdes d'Ibérie, bien que chrétiens, demeurent généralement fidèles à leurs suzerains iraniens jusqu'à Vakhtang Gorgasali, qui est peut-être le plus célèbre roi chosroïde d'Ibérie et qui est traditionnellement considéré comme le fondateur de la capitale de la Géorgie moderne, Tbilissi. Vakhtang Ier modifie l'orientation politique de la Géorgie en 482 lorsqu'il aligne son pays et son Église nationale sur la ligne politique de l'Empire romain d'Orient, notamment en s'alliant avec le prince arménien Vahan Ier Mamikonian dans une révolte ouverte contre les Sassanides. Il poursuit jusqu'à sa la fin de sa vie un combat désespéré et sans succès contre l'hégémonie sassanide.

## Les derniers Chosroïdes
Après la mort de Vakhtang Ier en 522, la famille des Chosroïdes commence à décliner et n'exerce plus son pouvoir que sur une partie réduite de l'Ibérie pendant que, depuis Tbilissi, les vice-rois iraniens gouvernent le pays avec l'accord tacite des princes de la noblesse locale.
Lorsque Bajour III meurt en 580, les Sassanides saisissent l'opportunité d'abolir la monarchie sans rencontrer de résistance de l'aristocratie ibère. Dépossédés de la couronne royale, les héritiers de Vakhtang Ier demeurent dans leur montagne-forteresse de Kakhétie la lignée ainée des Chosroïdes, pendant que la branche cadette les Gouaramides s'établit en Klarjeti et Djavakheti.
Un membre de cette lignée, Gouaram Ier, se révolte en 588 contre la souveraineté des Sassanides et proclame sa loyauté à l'empereur byzantin Maurice, qui lui accorde la dignité byzantine de curopalate. Il parvient à restaurer l'autonomie de l'Ibérie en recevant le titre de « prince-primat », un aménagement accepté par l'Iran lors du traité de paix de 591 qui divise l'Ibérie entre Byzance et Iran à Tbilissi.
Le fils et successeur de Gouaram Ier, Stéphanos Ier, bien que chrétien orthodoxe, transfère son allégeance aux Sassanides et réunifie l'Ibérie, ce qui entraine une réaction vigoureuse de l'empereur byzantin Héraclius qui, allié avec les Khazars, fait campagne en Ibérie et prend la ville de Tiflis après un siège difficile en 627. Les Khazars mettent à mort Stephanos et Héraclius octroie sa fonction au Chosroïde pro-byzantin le  prince Adarnassé de Kakhétie.
Réinstallée par Héraclius, la dynastie chosroïde conserve son alliance avec Byzance, mais Stéphanos II d'Ibérie est obligé de se reconnaitre lui-même tributaire du califat arabe qui était devenu la puissance dominante dans la région après l'élimination des Sassanides. Après la mort d'Adarnassé II d'Ibérie, la lignée rivale des Gouaramides, avec Gouaram II d'Ibérie, reprend le pouvoir et la branche ainée des Chosroïdes retourne dans son fief de Kakhétie, où elle produit des membres éminents comme Artchil Ier le Martyr, proclamé saint par l'Église orthodoxe géorgienne après avoir été martyrisé par les musulmans en 786.
Après la mort d'Artchil, son fils aîné Ioané se retire dans la région d'Egrisi, dans l'ouest de la Géorgie restée sous domination byzantine, pendant que son frère cadet Djouanscher demeure en Kakhétie où il épouse Latavri, fille du prince Adarnassé Ier de Tao, duc de Tao-Klarjéthie, le fondateur de la dynastie géorgienne des Bagratides.
La lignée principale des Chosroïdes ne survit à la branche cadette des Gouaramides, éteinte en 786, que l'espace de deux décennies. Elle disparait elle aussi après la  mort de Djouansher vers 807. Les possessions chosroïdes de Kakhétie sont usurpées par des dynastes locaux qui forment la succession des « chorévêques » jusqu'au XIe siècle, pendant que les États des Gouaramides passent par héritage à leurs parents de la dynastie bagratide.